# Імпровізація (музика)
Музична імпровізація (від лат. improvisus — непередбачений) — створення музичного твору без попередньої підготовки, експромт.
Імпровізації належить вагоме місце в народній музичній творчості, де інструменталісти та співаки розвивають наспіви під час виконання. Імпровізація була також поширена в концертній практиці XVIII століття у вигляді сольних каденцій, фантазій, хоральних обробок тощо.
У XX столітті імпровізація є обов'язковим компонентом мистецтва джазу, коли музика створюється безпосередньо в процесі виконання. Імпровізація характерна для архаїчного джазу та новоорлеанського стилю, де домінувала спільна імпровізація корнетиста, кларнетиста і тромбоніста. В чиказькому стилі імпровізації була сольною, а згодом, у зв'язку з розвитком свінгу відійшла на другий план. У традиційному джазі імпровізація близька до варіаційної та спирається на мелодичний матеріал, а в сучасному джазі — на акордову структуру. Для фрі-джазу характерною є довільна, часто колективна імпровізація.